# Víktor Buixúiev
Víktor Buixúiev   (Balakhna, 18 de maig de 1933 - Nijni Nóvgorod, 25 d'abril de 2003) fou un aixecador rus que va competir sota bandera de la Unió Soviètica durant les dècades de 1950 i 1960.
El 1960 va prendre part en els Jocs Olímpics d'Estiu de Roma, on guanyà la medalla d'or en la categoria del pes lleuger del programa d'halterofília.
En el seu palmarès també destaquen tres medalles d'or al Campionat del Món d'halterofília de 1957, 1958 i 1959 i dues medalles d'or al Campionat d'Europa d'halterofília, el 1958 i 1959. El 1959 i 1960 fou campió soviètic del pes lleuger. Durant la seva carrera va establir cinc rècords mundials, tot en el pes lleuger. Es va retirar el 1964, després que no fos seleccionat per disputar els Jocs Olímpics de Tòquio, passant a exercir d'entrenador d'halterofília a partir d'aquell moment.